# Nederrijns voetbalkampioenschap 1925/26
In 1925/26 werd het vierde Nederrijns voetbalkampioenschap gespeeld, dat georganiseerd werd door de West-Duitse voetbalbond. De West-Duitse competities werden gespreid over 1924 tot 1926. Vorig seizoen werd na de heenronde al een kampioen afgevaardigd naar de eindronde, dit seizoen werd de terugronde gespeeld. 
Duisburger SpV werd kampioen en plaatste zich voor de West-Duitse eindronde. Als vicekampioen was ook Duisburger FV 08 geplaatst. De zeven vicekampioenen werden verdeeld in één groep en Duisburger FV werd derde en was uitgeschakeld. In de kampioenengroep werd Duisburger SpV ook derde, maar maakte wel nog kans op de eindronde om de landstitel na een testwedstrijd tegen de winnaar van de vicekampioenen. De club versloeg Schwarz-Weiß Essen en ging naar de eindronde, waar ze meteen verloren van Hamburger SV. 

## Gauliga
| Plaats | Club                         | Wed. | W  | G  | V  | Saldo  | Ptn.  |
| ------ | ---------------------------- | ---- | -- | -- | -- | ------ | ----- |
| 1.     | Duisburger SpV 1900          | 30   | 22 | 4  | 4  | 96:36  | 48:12 |
| 2.     | Duisburger FV 08             | 30   | 21 | 4  | 5  | 68:36  | 46:14 |
| 3.     | SpVgg Meiderich 1906         | 30   | 17 | 6  | 7  | 75:41  | 40:20 |
| 4.     | Meidericher SpV 02           | 30   | 16 | 5  | 9  | 107:46 | 37:23 |
| 5.     | VfvB Ruhrort 1900            | 30   | 13 | 6  | 11 | 61:60  | 32:28 |
| 6.     | CFC Preußen 1895 Crefeld     | 30   | 13 | 5  | 12 | 76:64  | 31:29 |
| 7.     | BV Union 05 Krefeld          | 30   | 14 | 2  | 14 | 63:75  | 30:30 |
| 8.     | BV Beeck 1905                | 30   | 10 | 9  | 11 | 65:58  | 29:31 |
| 9.     | SpVgg 1904 Oberhausen-Styrum | 30   | 10 | 7  | 13 | 47:67  | 27:33 |
| 10.    | VfB 1900 Bottrop             | 30   | 11 | 4  | 15 | 43:73  | 26:34 |
| 11.    | Duisburger TSV 1899          | 30   | 10 | 5  | 15 | 46:67  | 25:35 |
| 12.    | SV Union 02 Hamborn          | 30   | 10 | 4  | 16 | 66:71  | 24:36 |
| 13.    | SC Preußen 01 Duisburg       | 30   | 9  | 6  | 15 | 57:66  | 24:36 |
| 14.    | RSV Mülheim/Ruhr             | 30   | 8  | 6  | 16 | 44:81  | 22:38 |
| 15.    | VfL 04 Crefeld               | 30   | 8  | 5  | 17 | 54:95  | 21:39 |
| 16.    | SV Hamborn 07                | 30   | 4  | 10 | 16 | 42:74  | 18:42 |

|  | Kampioen, geplaatst voor West-Duitse eindronde |
|  | Geplaatst voor West-Duitse eindronde           |
|  | Degradatie                                     |